# Ampui
Ampui is een bestuurslaag in het regentschap Pangkal Pinang van de provincie Bangka-Belitung, Indonesië. Ampui telt 3016 inwoners (volkstelling 2010).